# Ла-Клот
Ла-Клот (фр. La Clotte) — коммуна во Франции, находится в регионе Пуату — Шаранта. Департамент коммуны — Шаранта Приморская. Входит в состав кантона Монгион. Округ коммуны — Жонзак.
Код INSEE коммуны — 17113.

## Население
Население коммуны на 2010 год составляло 686 человек.
| 1962 | 1968 | 1975 | 1982 | 1990 | 1999 | 2010 |
| ---- | ---- | ---- | ---- | ---- | ---- | ---- |
| 521  | 484  | 499  | 475  | 475  | 490  | 686  |